# Mangun Harjo
Mangun Harjo is een bestuurslaag in het regentschap Musi Rawas van de provincie Zuid-Sumatra, Indonesië. Mangun Harjo telt 1447 inwoners (volkstelling 2010).